# Питър Фредерик Стросън
Сър Питър Фредерик Стросън (на английски: Peter Frederick Strawson), член на Британската академия (23 ноември 1919 – 13 февруари 2006) е английски аналитичен философ, който има особена популярност и влияние върху философията в България .
Той е бил Уейнфлит професор по метафизична философия в Оксфордския университет (Колеж Магдален) от 1968 до 1987. Преди това е назначен за преподавател в Университетски колеж, Оксфорд през 1947 и става преподаващ аспирант следващата година до 1968. При неговото пенсиониране през 1987, той се връща в колежа и продължава да работи там малко допреди смъртта си.

## Отличия
Доктор хонорис кауза на философските науки на СУ – Почетен знак със синя лента, 15 май 2003 г.